# Seznam ruskih pesnikov
Seznam ruskih pesnikov.

## A
- Georgij Viktorovič Adamovič (1892 – 1972)
- Vladimir Agatov (1901 – 1966) (pisec besedil pesmi)
- (Iza)Bel(l)a Ahatovna Ahmadulina (1937 – 2010) (po očetu Tatarka - Белла Әхәт кызы Әхмәдуллина)
- Ana Andrejevna Ahmatova (1889 – 1966)
- Genadij Nikolajevič Ajgi (1934 – 2006) (Čuvaš)
- Ivan Sergejevič Aksakov (1823 – 1886)
- Konstantin Sergejevič Aksakov (1817 – 1860)
- Sergej Timofejevič Aksakov (1791 – 1859)
- Andej Aleksandrovič (1906 – 1963) (Belorus)
- Vasilij Dmitrievič Aleksandrovski (1897 – 1934)
- Genadij Aleksejev (1932 – 1987)
- Juz (Josif Jefimovič) Aleškovski (1929 – 2022)
- Margarita Josifovna Aliger (1915 – 1992)
- Boris Almazov (1827 – 1876)
- Sergej Arkadjevič Andrejevski (1847 – 1918)
- Jurij Pavlovič Annenkov (1889 – 1974)
- Inokentij Fjodorovič Annenski (1855 – 1909)
- Pavel Grigorejvič Antokolski (1896 – 1978)
- Aleksej Nikolajevič Apuhtin (1840 – 1893)
- Eduard Asadov (1923 – 2004) (armenskega rodu)
- Nikolaj Nikolajevič Asejev (1889 – 1963)
- Viktor Askočenski (1820 – 1879)
- Orest Arsenjevič Avdikovski (1843 – 1913)

## B
- Maksim Bagdanovič (1891 – 1917) (Belorus)
- Eduard Bagricki(ij; pravi priimek Dzjubin) (1895 – 1934)
- Konstantin Dmitrijevič Balmont (1867 – 1942)
- Jevgenij Abramovič Baratinski (1800 – 1844)
- Agnija L. Barto (1906 – 1981)
- Sergej A. Baruzdin (1926 – 1991) (otroški)
- Konstantin Nikolajevič Batjuškov (1787 – 1855)
- Demjan Bedni (pravo ime Jefim Aleksejevič Pridvorov) (1883 – 1945)
- Jekaterina Beketova (1855 – 1922)
- Andrej Beli (pravo ime Boris Nikolajevič Bugajev) (1880 – 1934)
- Vasilij Ivanovič Belov (1932 – 2012)
- Vladimir Grigorjevič Benediktov (1807 – 1873)
- Nina Nikolajevna Berberova (1901 – 1993)
- Valentin Dmitrijevič Berestov (1928 – 1998)
- Nikolaj Vasiljevič Berg (1823 – 1884)
- Olga Fjodorovna Bergholz/Bergholts (1910 – 1975)
- Aleksander Aleksandrovič Bestužev (1797 – 1837)
- Aleksander Iljič Bezimenski (1898 – 1973)
- Aleksander Aleksandrovič Blok (1880 – 1921)
- Ipolit Fjodorovič Bogdanovič (1774 – 1803)
- Valerij Brainin-Passek (1948 –)
- Valerij Jakovljevič Brjusov (1873 – 1924)
- Josip Aleksandrovič Brodski (1940 – 1996)
- Ivan Aleksejevič Bunin (1870 – 1953)  1933
- Vladimir Burič (1932 – 1994)
- Zahar(ij) Aleksejevič Burinski (1784 – 1808)
- David Davidovič Burljuk (1882 – 1967)
- (Vjačeslav Butusov 1961 –)

## C
- Dimitrij Nikolajevič Certeljev (1852 – 1911)
- Viktor Coj (1962 – 1990)
- Marina Ivanovna Cvetajeva (1892 – 1941)

## Č
- Saša Čorni (Sacha Tcherny; pravo ime Aleksandr Mihajlovič Glikberg) (1880 – 1932) (rusko - francoski)
- Kornej Ivanovič Čukovski (Корне́й Иванович Чуко́вский; pravo ime Nikolaj Vasiljevič Kornejčukov - Никола́й Васи́льевич Корнейчуко́в) (1882 – 1969)

## D
- Jurij Markovič Danielj (1925 – 1988)
- Denis Vasiljevič Davidov (1784 – 1839)
- Vadim Nikolajevič Delaunay/Delone (Делоне́) (1947 – 1983)
- Anton Antonovič Delvig (1798 – 1831)
- Leonid Derbenjov (1931 – 1995)
- Gavriil Romanovič Deržavin (1743 – 1816)
- Janka Djagileva (1966 – 1991)
- Ivan Dmitrijev (1760 – 1837)
- Nikolaj Nikolajevič Dobronravov (1928 – 2023)
- Jevgenij Dolmatovski (1915 – 1994)
- Arkadij Trofimovič Dragomoščenko (1946 – 2012)
- Julija Drunina (1924 – 1991)

## E
- Ivan Eroshin > Jerjošin (1894 – 1965)
- Jurij Sergejevič Entin (1935 –)

## F
- Afanasij Fet (1820 – 1892)
- Konstantin Ivanovič Fofanov (1862 – 1911)
- Simon Frug (1860 – 1916)

## G
- Jurij Timofejevič Galanskov (1939 – 1972) (disident)
- Aleksandr Arkadjevič Galič (prv. Ginzburg) (1919 – 1977), satirik, kantavtor, disident
- Rasul Gamzatovič Gamzatov (1923 – 2003) (Avar)
- Mihail Prokofjevič Gerasimov (1889 – 1939)
- Aleksandr (Alik) Iljič Ginzburg (1936 – 2002) (disident)
- Vasilij Vasiljevič Gippius (1890 – 1942)
- Zinaida Gippius (Zinaïda Hippius) (1869 – 1945)
- Аleksandr Glezer (1934 – 2016)
- Sergej Ivanovič Gončarov (1959 –)
- Natalija Jevgenjevna Gorbanevska(ja) (1936 – 2013) (disidentka)
- Sergej Mitrofanovič Gorodecki (1884 – 1967)
- Nikolaj Matvejevič Gribačov (1910 – 1992)
- Aleksander Sergejevič Gribojedov (1795 – 1829)
- Apolon Aleksandrovič Grigorjev (1822 – 1864)
- Oleg Grigorjev (1943 – 1992)
- Leonid Georgijevič Gubanov (1946 – 1983)
- Nikolaj Stepanovič Gumiljov (1866 – 1921)
- Anatolij Avgustovič Gunicki (1953 –)
- Jelena Guro (- Matjušina) (1877 – 1913)

## H
- Jevgenij Vladimirovič Haritonov (1941 – 1981)
- Vladimir Gavrilovič Haritonov (1920 – 1981)
- Daniil Harms /Juvačov (1906 – 1942)
- Velimir Vladimirovič Hlebnikov (1885 – 1922)
- Vladislav Felicjanovič Hodasevič (1886 – 1939)
- Nikolaj Ivanovič Hohlov (1891 – 1953)
- Aleksej Stepanovič Homjakov (1804 – 1860)
- Aleksej Hvostenko (1940 – 2004)

## I
- Vera Mihajlovna Inber (1890 – 1972)
- Mihail Vasiljevič Isakovski (1900 – 1973)
- Fazil Abdulovič Iskander (1929 – 2016)
- Georgij Vladimirovič Ivanov (1894 – 1958)
- Vjačeslav Ivanovič Ivanov (1866 – 1949)
- Olga Vsevolodovna Ivinska(ja) (1912 – 1995)

## J
- Ada Jakuševa (1934 – 2012) (kantavtorica)
- Nikolaj Mihajlovič Jazikov (1803 – 1846)
- Ivan Jevdokimovič Jerjošin (1894 – 1965)
- Sergej Aleksandrovič Jesenin (1895 – 1925)
- Alekandr Sergejevič Jesenin-Volpin (1924 – 2016) (matematik)
- Jevgenij Aleksandrovič Jevtušenko (1933 – 2017)

## K
- Ivan Kaljajev (1877 – 1905)
- Vasilij Kamenski (1884 – 1961)
- Antioh Kantemir (1708 – 1744)
- Vasilij Kapnist (1758 – 1823)
- Nikolaj Mihajlovič Karamzin (1766 – 1826)
- Jaroslav Kaurov (1964 -)
- Emmanuil Genrihovič Kazakjevič (1913 – 1962)
- Rimma Kazakova (1932 – 2008)
- Dmitrij Borisovič Kedrin (1907 – 1945)
- Maksimilian Aleksandrovič Kirijenko-Vološin / Maks Vološin (1877 – 1932)
- Vladimir Kirillov (1889 – 1937)
- Semjon Izaakovič Kirsanov (1906 – 1972)
- Vilgelm Karlovič Kjuhelbeker (1797 – 1846)
- Nikolaj Aleksejevič Kljujev (1887 – 1937)
- Vsevolod G. Knjazev (? – 1913)
- Pavel Davidovič Kogan (Па́вел Дави́дович Кога́н) (1918 – 1942)
- Jakub Kolas (pravo ime Konstantin M. Mickjevič) (1882 – 1956) (Beloruski)
- Aleksej Vasiljevič Koljcov (1808 – 1842)
- Natalja P. Končalovska(ja) (1903 – 1988)
- Aleksander Mihajlovič Kondratov (1937 – 1993)
- Jurij Vladimirovič Korecki (1911 – 1941) (Ukrajina)
- (Ilja Kormilcev 1959 – 2007)
- Vitalij Aleksejevič Korotič (1936 –)
- Ivan Ivanovič Kozlov (1779 – 1840)
- Vadim Kozovoj (1937 – 1999)
- Natalija Krandievskaja (1888 – 1963 (por. Tolstoj)
- Ivan Krilov (1768 – 1844)
- Viktor Borisovič Krivulin (1944 – 2001)
- Aleksej Jelisejevič Kručonih (1886 – 1968)
- Jurij Mihajlovič Kublanovski (1947 –)
- Anatolij Kudrjavicki (1954 –)
- Kajsin Kulijev (1917 – 1985) (Balkar)
- Stanislav Jurjevič Kunjajev (1932 –)
- Janka Kupala (pravo ime Ivan Dominikovič Lucevič) (1882 – 1942) (Beloruski)
- Vasilij Stepanovič Kuročkin (1831 – 1875)
- Boris Abramovič Kušner (1941 – 2019) (matematik)
- Dmitrij Vladimirovič Kuzmin (1968 –)
- Mihail Aleksejevič Kuzmin (1875 – 1936)
- Konstantin Konstantinovič Kuzminski (1940 –)

## L
- Sergej Lebedjev (1981 –)
- Vasilij Ivanovič Lebedjev-Kumač (1898 – 1949)
- Mihail Jurjevič Lermontov (1814 – 1841)
- Jegor (Igor Fjodorovič) Letov (1964 – 2008)
- Eduard Venjaminovič Limonov (1943 – 2020)
- Semjon Lipkin (1911 – 2003)
- Inna Lisnjanskaja (1928 – 2014)
- Benedikt Konstantinovič Livšic (1886/87 – 1938)
- Mihail Vasiljevič Lomonosov (1711 – 1765)
- Mihail Leonidovič Lozinski (1886 – 1955)

## M
- Vladimir Vladimirovič Majakovski (1893 – 1930)
- Apolon Nikolajevič Majkov (1821 – 1897)
- Andrej Makarevič (1953 –) (rock pevec in tekstopisec)
- Anatolij Borisovič Marienhof (1897 – 1962)
- Mati Marija (1891 – 1945)
- Samuil Jakovljevič Maršak (1887 – 1964)
- Leonid Nikolajevič Martinov (1905 – 1980)
- Mihail Matusovski (1915 – 1990)
- Osip Emiljevič Mandelštam (1891 – 1938)
- Novella Matvejeva (1924 – 2016)
- Kiril Medvedjev (1975 –)
- Oleg Vsevolodovič Medvedjev (1966 –)
- Lev Aleksandrovič Mej (1822 – 1862)
- Dmitrij Sergejevič Merežkovski (1866 – 1941)
- Aleksej Fjodorovič Merzljakov (1778 – 1830)
- Vadim Genadjevič Mesjac (1964 –)
- Mihail Meščerjak-Bulgakov (Meščerjakov) (1910 – 1935)
- Mihail M. Mihajlov (1829 – 1865)
- Sergej Vladimirovič Mihalkov (1913 – 2009)
- Dmitrij Minajev (1835 – 1889)
- Lev Vsevolodovič Močalov (1928 – 2019)
- Junna Petrovna Moric (1937 –)
- Nikolaj Ivanovič Muhanov (1882 – 1942)

## N
- Semjon Jakovljevič Nadson (1862 – 1887)
- Sergej Sergejevič Narovčatov (1919 – 1982)
- Nikolaj Vladimirovič Nedobrovo (1882 – 1919)
- Viktor Aleksandrovič Nekipelov (1928 – 1989)
- Nikolaj Aleksejevič Nekrasov (1821 – 1877/8)
- Vsevolod Nekrasov (1934 – 2009)
- Ivan S. Nikitin (1824 – 1861)
- Sergej Nikitin (1944 –)
- Tatjana Nikitina (1945 –)
- Igor Jurjevič Nikolajev (1960 –) (kantavtor, glasbenik)
- Jurij Ivanovič Nikolajev (1935 – 1981)

## O
- Irina Vladimirovna Odojevceva (1895 – 1990)
- Nikolaj Platonovič Ogarev (1813 – 1877)
- Bulat Šalvovič Okudžava (1924 – 1997)
- Nikolaj Makarovič Olejnikov (1898 – 1937)
- Jurij Karlovič Oleša (1899 – 1960)
- Lev Ozerov (1914 – 1996)

## P
- Nikolaj Vasiljevič Pančenko (1924 – 2005)
- Boris Leonidovič Pasternak (1890 – 1960)  1958
- James/Džejms Lojdovič Patterson (1933 –) (po rodu afroameričan)
- Vera Anatoljevna Pavlova (1963 –)
- Ljudmila Stefanovna Petruševska(ja) (1938 –)
- Aleksej Nikolajevič Pleščejev (1825 – 1893)
- Pjotr Aleksandrovič Pletnjov (1792 – 1865)
- Aleksandr Ivanovič Poležajev (1804 – 1838)
- Jakov Petrovič Polonski (1819 – 1898)
- Jelizaveta Grigorjevna Polonska(ja) (r. Movšenson) (1890 – 1969)
- Vera Nikolajevna Polozkova (1986 –)
- Igor Jakovljevič Pomerancev (1948 –)
- Valerij Georgijevič Popov (1939 –)
- Dimitrij Prigov (1940 – 2007)
- Aleksandr Andrejevič Prokofjev (1900 – 1971)
- Aleksander Sergejevič Puškin (1799 – 1837)

## R
- Nikolaj Borisovič Račkov (1941 –)
- Nikolaj Aleksandrovič Radiščev (1779 – 1829)
- Irina Borisovna Ratušinska(ja) (Ирина Борисовна Ратуши́нская) (1954 – 2017)
- Kondratij Fjodorovič Rilejev (1795 – 1826)
- Semjon Abramovič Rodov (1893 – 1968)
- Konstantin Konstantinovič Romanov (1858 – 1915)
- Aleksander Rosenbaum (1951 –)
- Robert Ivanovič Roždestvenski (1932 – 1994)
- Nikolaj Mihajlovič Rubcov (1936 – 1971)
- Lev Semjonovič Rubinstein/Rubinštajn (1947 – 2024)
- Boris Aleksandrovič Ručjov (1913 – 1973)

## S
- Julijan Semjonovič Semjonov (1931 – 1993)
- Igor Severjanin (pr.i. Igor Vasiljevič Lotarjov) (1887 – 1941)
- Konstantin Mihajlovič Simonov (1915 – 1979)
- Nonna Mendeljevna Slepakova (1936 – 1998)
- Boris Abramovič Slucki (1919 – 1986)
- Konstantin Konstantinovič Slučevski (1837 – 1904)
- Sergej Vasiljevič Smirnov (1913 – 1993)
- Fjodor Kuzmič Sologub (pravo ime Fjodor Kuzmič Teternikov) (1863 – 1927)
- Vladimir Aleksejevič Solouhin (1924 – 1997)
- Vladimir Sergejevič Solovjov (1853 – 1900)
- Poliksena Solovjova (1857 – 1924)
- Sulejman Stalski (1869 – 1937) (Lezginec - Dagestan)
- Nikolaj Vladimirovič Stankevič (1813 – 1840)
- Marija Mihajlovna Stepanova (1972 –)
- Gleb Petrovič Struve (1898 – 1985)
- Aleksander Petrovič Sumarokov (1717 – 1777)
- Ivan Zaharovič Surikov (1841 – 1880)
- Aleksej Aleksandrovič Surkov (1899 – 1983)

## Š
- Stepan Petrovič Ščipačov (1898/9 – 1979/80)
- Vadim Sergejevič Šefner (1915 – 2002)
- Jurij Ševčuk (1957 –)
- Stepan Petrovič Ševirjov (1806 – 1864)
- Vladimir Kazimirovič Šilejko (1891 – 1930)
- Genadij Špalikov (1937 – 1974)
- Jelena Andrejevna Švarc (1948 –)

## T
- Andrej Tavrov (1948 – 2023)
- Nikolaj Tihonov (1896 – 1979)
- Fjodor Ivanovič Tjutčev (1803 – 1873)
- Aleksej Konstantinovič Tolstoj (1817 – 1875)
- Vasilij Kirilovič Tredijakovski (1703 – 1768/9)
- Veronika Tušnova (1911 – 1965)
- Aleksandr Trifonovič Tvardovski (1910 – 1971)

## U
- Esper Esperovič Uhtomski (Эспер Эсперович Ухтомский) (1861 – 1921)
- Gabrijel Arkadjevič Urekljan (psevd. El-Registan) (1899 – 1945) (armensko-sovjetski/ruski)
- Josif Utkin (1903 – 1944)

## V
- Konstantin Konstantinovič Vaginov (1899 – 1934)
- Ljudmila Nikolajevna Vasiljeva (1930 – 1949) (čuvaška)
- Andrej Vitaljevič Vasiljevski (1955 –)
- Vladimir Vasiljevič Vejdle (1895 – 1979)
- Dimitrij Vladimirovič Venevitinov (1805 – 1827)
- Aleksandr Nikolajevič Vertinski (1889 – 1957)
- Sergej Vasiljevič Vikulov (1922 – 2006)
- Vladimir Semjonovič Visocki (1938 – 1980)
- Jurij Vizbor (1934 – 1984) (bard...)
- Igor Georgijevič Višnjevecki (1964 –)
- Pjotr Andrejevič Vjazemski (1792 – 1878)
- Vladimir Nikolajevič Vojnovič (1932 – 2018)
- Sergej Jevgenjevič Volf (1935 – 2015)
- Maksimilian Aleksandrovič Vološin (Maksimilian Aleksandrovič Kirijenko-Vološin) (1877 – 1932)
- Andrej Andrejevič Voznesenski (1933 – 2010)
- Aleksandr Ivanovič Vvedenski (1904 – 1941)

## Z
- Nikolaj Aleksejevič Zabolocki (1903 – 1958)
- Boris Zahoder (1918 – 2000) (otroški)
- Mihail Aleksandrovič Zenkevič (1886 – 1973)

## Ž
- Julija Valerianovna Žadovska(ja) (1824 – 1883)
- Aleksej Mihajlovič Žemčužnikov (1821 – 1908) (skupin. ps. Kozma Prutkov)
- Таmara Aleksandrovna Žirmunska(ja) (1936 –)
- Peter Vladimirovič Žukovski (1824 – 1896)
- Vasilij Andrejevič Žukovski (1783 – 1852)